# Ryska alfabetet

Det ryska alfabetet i versaler.

Det ryska alfabetet är en variant av det kyrilliska alfabetet och består av 33 bokstäver. Det är det officiella alfabetet i Ryssland och används av över 144 miljoner människor.

## Ryska alfabetet
| Versal | Gemen | Transkribering      | Namn                            | Uttal      | Noter |
| ------ | ----- | ------------------- | ------------------------------- | ---------- | --- |
| А      | а     | A, a                | а /ɐ/                           | [ɐ]        | |
| Б      | б     | B, b                | бэ /bɛ/                         | [b], [bʲ]  | |
| В      | в     | V, v                | вэ /vɛ/                         | [v], [vʲ]  | |
| Г      | г     | G, g                | гэ /gɛ/                         | [g], [gʲ]  | |
| Д      | д     | D, d                | дэ /d̪ɛ/                         | [d̪], [d̪ʲ]  | |
| Е      | е     | E, Je, Ie e, je, ie | е /jɛ/                          | [ʲɛ], [jɛ] | Transkriberas Je då den är initial; je om tecknet föregås av gemen vokal, ь, eller ъ; je blir ie efter t, s, z; e efter j. |
| Ё      | ё     | Jo, Io, O jо, io, o | ё /jɵ̞/                          | [ʲɵ̞]       | Transkriberas io efter t, s, z; o efter j. Translittereras även ë.                                                         |
| Ж      | ж     | Zj, zj              | жэ /ʐɛ/                         | [ʐ]        | |
| З      | з     | Z, z                | зэ /z̪ɛ/                         | [z̪], [z̪ʲ]  | |
| И      | и     | I, i                | и /ɪ/                           | [ɪ]        | |
| Й      | й     | J, j, Ĭ, ĭ          | и краткое /ɪ 'kra.tkəjɪ/        | [j]        | |
| К      | к     | K, k                | ка /kɐ/                         | [k], [kʲ]  | |
| Л      | л     | L, l                | эль /ɛɫ̪ʲ/                       | [ɫ̪], [ɫ̪ʲ]  | |
| М      | м     | M, m                | эм /ɛm/                         | [m], [mʲ]  | |
| Н      | н     | N, n                | эн /ɛn̪/                         | [n̪], [n̪ʲ]  | |
| О      | о     | O, o                | о /o̞/                           | [o̞]        | |
| П      | п     | P, p                | пэ /pɛ/                         | [p], [pʲ]  | |
| Р      | р     | R, r                | эр /ɛr/                         | [r], [rʲ]  | |
| С      | с     | S, s                | эс /ɛs̪/                         | [s̪], [s̪ʲ]  | |
| Т      | т     | T, t                | тэ /t̪ɛ/                         | [t̪], [t̪ʲ]  | |
| У      | у     | U, u                | у /u/                           | [u]        | |
| Ф      | ф     | F, f                | эф /ɛf/                         | [f]        | |
| Х      | х     | Ch, ch              | ха /xɐ/                         | [x]        | |
| Ц      | ц     | Ts, ts              | цэ /ʦɛ/                         | [ʦ], [ʦʲ]  | |
| Ч      | ч     | Tj, tj              | че /ʨɛ/                         | [ʨ]        | [ a ] |
| Ш      | ш     | Sj, sj              | ша /ʂɐ/                         | [ʂ]        | |
| Щ      | щ     | Sjtj, sjtj          | ща /ɕːɐ/                        | [ɕː]       | |
| Ъ      | ъ     | Utelämnas           | твёрдый знак /'tvʲɵ̞.rdɨj z'nak/ | []         | Translittereras även ''. ”Hårdhetstecken”; se nedan.                                                                       |
| Ы      | ы     | Y, y                | ы /ɨ/                           | [ɨ]        | |
| Ь      | ь     | '                   | мягкий знак /'mʲæxʲkʲɪj z'nak/  | [ʲ]        | Translittereras även med apostrof: '. ”Mjukhetstecken”; se nedan.                                                          |
| Э      | э     | E, e                | э оборотное /'ɛ ə.bʌ'ro.tnəjɪ/  | [ɛ]        | |
| Ю      | ю     | Ju, Iu, U ju, iu, u | ю /ju/                          | [ʲu], [ju] | Transkriberas iu efter t, s, z; u efter j.                                                                                 |
| Я      | я     | Ja, Ia, A ja, ia, a | я /jɐ/                          | [ʲɐ], [jɐ] | Transkriberas ia efter t, s, z; a efter j och vanligen efter i.                                                            |

Mjukhetstecknet (ь) och hårdhetstecknet (ъ) är inga egentliga bokstäver utan snarare ortografiska symboler som modifierar föregående bokstavs uttal. Mjukhetstecknet (eller muljeringstecknet) anger att den konsonant som står omedelbart före tecknet ska uttalas med muljering, något som annars styrs av muljerande vokaler. Hårdhetstecknet indikerar omvänt att en konsonant framför en muljerande vokal inte uttalas muljerat, vilket den annars skulle. Hårdhetstecknet kan också innebära en buffert mellan en hård konsonant och en mjuk vokal som i ordet объект (objekt, föremål). Både muljeringstecknet och hårdhetstecknet utelämnas normalt i svensk standardtranskribering. Ett undantag är "Ильич", som i Vladimir Iljitj Lenin, där transkriberingen normalt sett skulle ha blivit Ilitj. Mjukhetstecknet kan i alternativ translitterering återges med apostrof och hårdhetstecknet med dubbel apostrof.

### Handskrift

Rysk skrivstil

Handskrivna gemena bokstäver ser i flera fall klart annorlunda ut jämfört med normal tryckstil. I kursiv tryckstil följs handskriftsutseendet ungefär. De mest avvikande bokstäverna är:
Handskrivna versala bokstäver kan också avvika på liknande sätt från tryckstilen alternativt likna den.

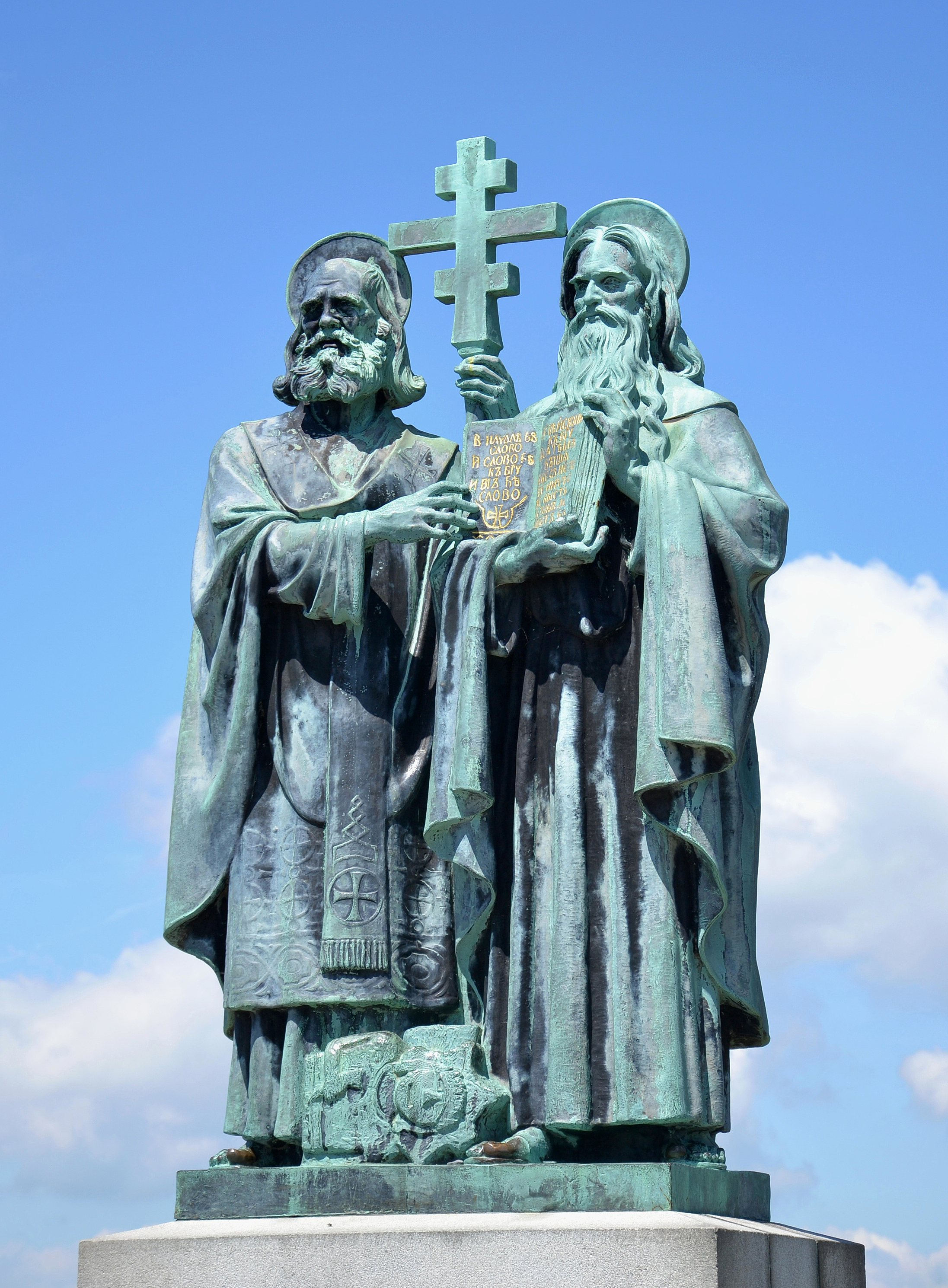
Staty över de helgonförklarade missionärerna och bröderna Kyrillos och Methodios, i Radhošť, Tjeckien.

## Alfabetets uppkomst
Det moderna ryska alfabetet bygger på utveckling av det under lång tid och i många olika steg, som man inte minst kan se i de olika ortografiska reformer under Peter den Store på 1700-talet och av bolsjevikerna efter revolutionen 1917. De första grunderna till alfabetet vi ser i dag står att finna i det glagolitiska respektive tidiga kyrilliska alfabetet som kom från Bulgarien: något inhemskt slaviskt alfabet oberoende av dessa har inte återfunnits. 
Det var missionärerna och bröderna Kyrillos (född Konstantin) och Methodios som skapade det kortlivade glagolitiska alfabetet och sedan det kyrilliska alfabetet, som fick betydligt större spridning och användning. Bröderna kom från nuvarande Thessaloniki, ett område som vid tidpunkten beboddes av slaviska folk. Rostislav av Mähren bad år 862 den dåvarande byzantiska kejsaren Mikael III att skicka en "biskop och en lärare" till sitt land. Detta var för att undervisa folket i Mähren om kristendomen på det lokala slaviska språket. För att möjliggöra en sådan mission övertygade kejsaren Kyrillos att han skulle skapa ett alfabet, vilket var det som förmodligen resulterade i det glagolitiska alfabetet.

## Historiska bokstäver och ortografiska reformer

### 1700-talsreformen
Det sekulära ryska alfabetet såsom särskilt från det kyrkoslaviska fastställdes officiellt genom ett dekret utfärdat av Peter den store år 1708. Lilla jus (Ѧ, ѧ) hade vid den tidpunkten smält samman med den äldre formen av bokstaven "ja" eller "joterat a" (Ꙗ, ꙗ) för att bilda den bokstav som än idag representerar "ja", dvs. Я, я. Fram på 1600-talet var lilla jus och "ja" (i formen я) utbytbara med varandra, medan den äldre formen av "ja" (ꙗ) hade förpassats till att enbart användas inom kyrkoslaviskan. Vid 1700-talets mitt hade bokstäverna ѯ (ks), ѱ (ps), ѡ (o) och ѕ (dz) slutat användas. De bokstäver som exkluderades från det reformerade alfabetet gjorde det huvudsakligen på grund av att de upprepade ljudvärden, för att de var grekiska kombinationsbokstäver eller för att de var ligaturer.

### Reformen efter revolutionen 1917
Vid stavningsreformen 1917-18 avskaffades tecknen і, ѣ, ѵ och ѳ, i deras ställe används i tur och ordning bokstäverna: и, е, и och ф eller т. Genom reformen minskades även användningen av det hårda tecknet (ъ): det hade tidigare använts i slutet av ord för att markera att en final konsonant var hård (opalataliserad), något som nu i stället återges genom avsaknad av mjukt tecken. Tecknen ъ och ь uttalades ursprungligen som ultra-korta eller reducerade /ŭ/, /ĭ/, men det uttalet försvann förmodligen redan på 1100-talet, som senast år 1200. Trots detta försvann tecknet alltså inte förrän efter 1918. Den ortografiska reformen efter oktoberrevolutionen innebar även att de maskulina och neutrala ändelserna -аго och -яго ersattes av de nuvarande -ого och -его. Samtidigt förändrades pluralböjningen av de feminina och neutrala adjektiven. Tidigare hade man skrivit t.ex. другiя женщины. Efter reformen blev -iя till -ие: другие женщины. De tecken som försvann underlättade visserligen stavningen, men innebar även att vissa ord som hade stavats likadant innan kunde förväxlas med varandra. Två exempel är есть (att vara) jämfört med ѣсть (att äta), samt мир (fred) jämfört med мiр (värld). Numera skrivs de som есть, respektive мир.

## Transkribering
Transkribering av ryska till det latinska alfabetet resulterar i vitt skilda stavningar beroende på målspråk. Detta beror på att transkriberingen i viss mån eftersträvar fonetisk överensstämmelse. Det finns även en internationell standard för translitterering av det kyrilliska alfabetet, ISO 9, som bygger på serbokroatisk praxis.